# Амиэль, Моше Авигдор
Моше Авигдор Амиэль (ивр. משה אביגדור עמיאל‎; 1 апреля 1882, Порозово, Гродненская губерния — 15 апреля 1946, Тель-Авив) — раввин[уточнить], общественный деятель, писатель. Идеолог религиозного сионизма.

## Биография
Родился в местечке Порозово в семье раввина Якова-Иосифа и Ривки. В 13 лет отправился учиться в иешиву в Тельши, через три года продолжил учёбу в иешиве в Бриске, а годом позже — в иешиве в Вильне. В 18 лет получил диплом раввина.
В 1905 году был назначен раввином в местечке Свенцяны (до 1913), где основал иешиву численностью около ста студентов.
В период с 1920 по 1936 год был главным раввином Антверпена, где им были созданы национальная религиозная школа «Тахкемони», талмуд-тора и иешива.
В 1933 году посетил Эрец-Исраэль и в 1936 году был избран главным раввином Тель-Авива. Расширил иешиву Тель-Авива (теперь — «Ишув хадаш»), основанную его предшественником Шломо Аронсоном, и ввел там вместе с религиозными дисциплинами преподавание светских предметов в объёме средней школы.
Активно участвовал в движении «Мизрахи», занимался организационной деятельностью, публиковал статьи на темы сионизма и религии в печатных органах «Мизрахи». Принимал участие в сионистских конгрессах (с 13 по 19) и во всемирных съездах «Мизрахи».

## Личная жизнь
Жена — Баша Бейла Амиэль (в девичестве — Невяжская, 1882—1964), уроженка Ковны. У пары было восемь детей, среди них Гити Линденбаум Штерн (Ghity Lindenbaum Stern; 1908—2002), во втором браке — с 1950 года жена Макса Штерна (Max Stern; 1898—1982) и мачеха миллиардера Леонарда Штерна (род. 1938).